# طيران السنغال الدولي
السنغالية الدولية للطيران كانت شركة طيران سنغالية، تتخد من مطار ليوبولد سيدار سنغور الدولي بدكار مركزاً لعملياتها.

## تاريخ
في 24 أبريل 2009، توقفت عمليات الشركة بسبب مشاكل مادية، وتم إنشاء شركة جديدة تحمل اسم الخطوط الجوية السنغالية والتي بدأت عملياتها سنة 2011

## الأسطول
كانت السنغالية الدولية للطيران تُشغل أسطولاً مكوناً من 6 طائرات
- ثلاثة طائرات من نوع بوينغ 700-737
- طائرة من نوع بومباردييه داش 8
- طائرتين من نوع إيرباص إيه 320